# Буды (Черниговский район)
Бу́ды (укр. Бу́ди) — село Черниговского района Черниговской области Украины. Население 246 человек. Расположено на берегу реки Вздвижа.
Код КОАТУУ: 7425581250. Почтовый индекс: 15564. Телефонный код: +380 462.
Решением Черниговского областного совета от 29.10.1992 года село было передано из состава Грабовского сельсовета Куликовского района в состав Черниговского района, был создан Будинский сельсовет.

## Власть
До 11 сентября 2016 года орган местного самоуправления — Будинский сельский совет. Почтовый адрес: 15564, Черниговская обл., Черниговский р-н, с. Буды, ул. Щорса, 21.
11 сентября 2016 года была создана Ивановская сельская община, в состав которой вошло село, согласно Распоряжению Кабинета Министров Украины № 730 от 12 июня 2020 года.